# デトロイト・レッドウィングス
デトロイト・レッドウィングス（Detroit Red Wings）はアメリカ合衆国ミシガン州デトロイトを本拠としているナショナルホッケーリーグ（NHL）所属のプロアイスホッケーチームである。

## 歴史
1926年に太平洋岸ホッケーリーグ (Pacific Coast Hockey League) がその歴史に幕を閉じると、そのリーグで最も優秀な成績を収めていたチーム、1925年のスタンレー・カップ覇者のヴィクトリア・クーガースがNHLへの参加を認められた。自動車の街デトロイトには当時アイスホッケーのアリーナがなかったために、ヴィクトリアからデトロイトと改名したクーガースは、参加初年度をオンタリオ州ウインザーでプレーする。そして、1927 - 1928 シーズン中に、新たに落成されたアリーナ、デトロイト・オリンピアに移転する（この後1979年12月15日までクーガースのホームアリーナ）。
クーガースは、チーム得点王のカーソン・クーパーの活躍で1929年にプレーオフ初参加を果す。そして、トロント・メープルリーフスとの2連戦で2対7で負け越した。
1930年、クーガースはファルコンズと名称変更するが、リーグでの成績は最下位あたりをさまよい、チームの憂いは続く。
1932年、ジェームス・ノリスのチーム買収に伴って、チーム名が再び改称されデトロイト・レッドウィングスとなる。この名称となって初年度に、NHLのプレーオフでチーム初の勝利を飾る（対戦相手は、モントリオール・マルーンズ。その後このチームは消滅）このシリーズでは準決勝でニューヨーク・レンジャースに敗退する。
1934年、47試合21ゴールのジョン・ソレル、チーム得点王のラリー・オーリーらの活躍でスタンレーカップに初参戦、決勝でシカゴ・ブラックホークスと対戦するが、実力に勝るシカゴはデトロイトを第4戦で退ける。
1936年レッドウィングスは、トロント・メープルリーフスをストレートで下し、初のスタンレー・カップ優勝を達成する。このときのメンバーには、チーム得点王のマーティ・バリー、リーグ屈指のディフェンス、エビー・グッドフェローらがおり、ベンチの中からコーチのジャック・アダムス（Jack Adams、NHLの年間最優秀コーチ賞にその名を止める）が指揮をとった。引き続く1937年もレンジャース相手に全勝（5勝）し、スタンレー・カップを連続獲得する。
その翌期は不調にあえいで最下位の成績で終える。陣容を再編成し臨んだ1939年にはプレーオフに再参加し、1940年初頭にはスタンレー・カップ決勝に3年連続で進出した。1941年には、ボストン・ブルーインズにあしらわれ、1942年には、トロント・メープルリーフスに3連勝した後、4連敗で敗れ去るありさまであったが、1943年にはシド・ハウ、Mud Bruneteau がそれぞれ20ゴールを決め、ブルーインズを破ってチーム3度目のスタンレー・カップ優勝を果した。1940年代の残りの年も、強豪としてプレーオフには毎年参加し、決勝に3度進出した。
1946年レッドウィングスにNHL史上でも最高選手の一人に数えられる者が加入する。サスカチュワン州フローラル出身の右ウイング、ゴーディ・ハウ（愛称は、ミスター・ホッケー）である。彼は加入年度は7ゴール22ポイントしか獲得できず、その後数年も鳴かず飛ばずであった。翌年、ハウはシッド・エイベル、テッド・リンジーと組んで当時リーグでも指折りのライン（俗にプロダクションラインと呼ばれた）を形成した。リンジーの33ゴールの活躍で、スタンレー・カップ決勝に参加するもこの年はメープルリーフスに完敗する。翌年もカップ決勝に進出するが、メープルリーフスにまたしても敗北する。
レッドウィングスは1950年のスタンレー・カップ決勝対レンジャース戦で、ピート・ババンド(Pete Babando)の第7戦ダブルオーバータイムのゴールにより再び優勝カップを獲得する。1951年は準決勝でカナディアンズに敗れるが、翌1952年はハウ、エイベル、リンジーのトリオに2年目ゴーリーのテリー・ソーチャックが加わり、5度目のカップ優勝を成し遂げる。1953年には左ウイングのエイベルがレッドウィングスからシカゴへ移籍し、彼の代役はアレックス・デルベッキオ (Alex Delvecchio) が務めた。
1952年のプレーオフからレッドウィングスの伝統である「蛸投げ」が始まった。これは、とある地元の魚屋の主人がスタンドからリンクへ一匹の蛸を投げ込んだことに由来する。この主人は、レッドウイングスがスタンレー・カップ優勝するためにはあと8勝（2チームの撃破）が必要であったことから、蛸の足の数に気持ちを託したと伝えられる。チームはこの年対戦相手を連破し、優勝した。また、1952年にはオーナーのジェームス・ノリスがこの世を去り、娘のマーガレットがレッドウイングスの会長兼理事に就任する。
1953年のプレーオフではボストン・ブルーインズにどんでん返しを食うが、1954年、1955年とスタンレー・カップ2連覇を達成する（2試合とも対戦相手はカナディアンズ。）。1955年のオフシーズンには、オーナーのマーガレットは母親の命により、チーム経営権を弟のブルースに移譲する。1956年もカップ決勝はデトロイト対モントリオールのカードとなるが、今度はモントリオールが雪辱を果した（なおモントリオールはこの期も含めこの後5連覇を達成した）
1957年は、30ゴールとリーグトップのアシストを決めたテッド・リンジーが、NHLの選手組合 (NHL Players Association) の創立に参画する。他選手は自らの契約について吹っかけるようなことをしなかったが、ブルーインズにプレーオフ1回戦で敗れた。また1959年には、21年ぶりにプレーオフ出場を逃した。
この後数年のうちレッドウィングスは、チームの若返りを図って1961年から1966年の6年間に4度のカップ決勝進出を果す。しかし、ハウ、デルヴェッキオ、ノーム・ウルマン、パーカー・マクドナルドら有力フォワードや 堅実なゴーリーのソーチャック、ロジャー・クロージャーをもってしても優勝はならなかった。
1960年代終わりから約20年余り、チームは長い低迷期に入りデッドウィングス（Dead Wings）と呼ばれる。1967年から1983年まで、プレーオフ進出は僅か2回、しかもそのうち1度しか勝利できなかった。
1972年には突如立ち上げが決まったWHA（ワールドホッケーアソシエーション）にハウが参加する。1970年代を通じてミッキー・レドモンドはシーズン50ゴールを獲得し、マーセル・ディオンはその選手生命の盛りを迎えようとしていたが（もっとも、彼の最盛期は、ロサンゼルス・キングス移籍後ともいわれる。）、ディフェンス力と有力ゴーリー不足に常に泣かされることとなる。
1979-1980 シーズン中に、レッドウィングスは本拠地をデトロイト・オリンピアからジョー・ルイス・アリーナに移転させた。1982年には、オーナーのブルース・ノリスがチーム経営権をマイク・イリッチ(リトル・シーザーズピザ の創業者) に譲渡し、50年間に渡る家族経営はここに幕を閉じる。
1983年、レッドウィングスは、ドラフトでセンターのスティーブ・アイザーマンを獲得した。アイザーマンは1年目から攻撃面で活躍をみせ、チーム復活の原動力となった。この年、ジョン・オグロドニックが42得点、Ron Duguay も30得点を上げ、6年ぶりのプレーオフ進出を果たした。
1987年になると、攻撃陣にはアイザーマンに ペトル・クリーマ 、アダム・オーツ、Gerard Gallant を加え、守備では Darren Veitch 、新コーチにジャック・ディメアが就任すると、当時の常勝軍団オイラーズに第5戦で敗れはしたものの、久しぶりにカップ準決勝に進出を果した。翌1988年にも同様の活躍をみせ、準決勝まで勝ち上がった。
1989年、アイザーマンは自己ベストのシーズン65ゴールを上げたが、チームは第1ラウンドでシカゴ・ブラックホークスに敗れる波乱があった。翌1990年はアイザーマンの62ゴールも実らず、チームはプレーオフを逃した。この後ディメアコーチは解任され、その後、チームはプレーオフ進出を逃すことが無くなった。またアイザーマンに、セルゲイ・フェドロフ（旧ソビエト連邦からの亡命者）、エンフォーサーのキース・プリモーが加わり、1990年代のおなじみの顔ぶれが揃った。
1992年、チームはレイ・シェパード (この2期後に52ゴール) とトップディフェンスのポール・コフィを獲得した。また、ほぼ同時期には スラバ・コズロフ ダレン・マカーティ 、ウラジミール・コンスタンティノフ、ニクラス・リドストロムをドラフトで引き当てている。1993年には、NHL史上最多勝利数を誇るスコティ・ボウマンがコーチに就任。その2期目に 1994年 - 1995年 シーズンのストライキでシーズンは短縮されるが、ボウマンは29年ぶりにスタンレー・カップ決勝にチームを導く（ニュージャージー・デビルスの優勝）。
この後も、チームにはスター選手加入が続き、ドラフトでは旧ソ連のスーパースターディフェンスマン・スラバ・フェチソフ （Slava Fetisov）また、トレードではイゴール・ラリオノフ（Igor Larionov）を獲得した。1996年にはプレーオフ3回戦でコロラド・アバランチに敗北を喫するが、このシーズン中に獲得したブレンダン・シャナハン、ラリー・マーフィらの活躍で、翌1997年にはフィラデルフィア・フライヤーズをストレートで下し、スタンレー・カップ優勝を飾った。これは、実に1955年以来の快挙であった（当時、カップ優勝から次の優勝までの期間の最長記録）。しかし、優勝直後の1997年6月13日、ウラジミール・コンスタンティノフ、フェティソフが乗ったリムジンが自動車事故を起こし、コンスタンティノフは意識不明で数週間を過ごし、脳損傷をにより、突然引退を余儀なくされた。1997-1998シーズン、チームは、コンスタンティノフに捧げようと奮戦し、ワシントン・キャピタルズを4連勝で破ってカップ2連破を達成した。その試合にはコンスタンティノフも車椅子で観戦に訪れ、ゲイリー・ベットマンコミッショナーからカップを受け取ったアイザーマンは、コンスタンティノフにカップを手渡した。
この頃になると、レッドウィングスはコロラド・アバランチとの熾烈なライバル関係に突入する。1997年には、チームは第3ラウンドでアバランチを破るが、1990年、2000年は、アバランチが第2ラウンドでレッドウィングスを下し、この2チームの対決は屈指の激戦が展開される。試合になると、コロラドのゴーリー、パトリック・ロワと デトロイトのゴーリー、マイク・バーノンの間では激しい言い争いが起こる。
2001年、レギュラーシーズンをリーグ2位で終えたデトロイトは、プレーオフ1回戦でロサンゼルス・キングスにまさかの敗北を喫した。このオフシーズンにはフリーエージェントでゴーリーのドミニク・ハシェックと右ウイングのブレット・ハルを獲得し、2002年にはプレジデンツトロフィー
とスタンレー・カップの2冠を遂げた。このときは下馬評どおりレギュラーシーズンのリーグ最高記録を塗り替え、第5戦でシンデレラ・チームのカロライナ・ハリケーンズを下した。なお、このシーズン終了後にスコッティ・ボウマンとドミニク・ハシェック（一時的に現役引退）が退団した。
2002-03シーズン、新コーチのデイブ・ルイスとゴーリーのカーティス・ジョセフが加入するが、1回戦でマイティーダックス・オブ・アナハイムにまさかの4連敗を喫した。
2003年 - 2004年 シーズンには、ドミニク・ハシェックが現役復帰を遂げ、チームに加入した。これにより、デトロイトはカーティス・ジョセフ、Manny Legace に加えてバックアップにハシェックの3ゴーリー体制をとることとなった。カーティス・ジョセフは、NHL選手でも最高年俸を獲得する選手の一人であるが、時にAHLでデトロイトの傘下チームでプレーすることもあった。結局のところは、その後ハシェックは股関節を痛め引退し、カーティス・ジョセフがチームをセントラル地区優勝、そして西カンファレンス優勝へと導くことになる。また、この年のトレード期限寸前でワシントン・キャピタルズからベテランセンターのロバート・ラングを獲得した。
2003-04シーズンのプレーオフ1回戦では、第6戦でナッシュビル・プレデターズを駆逐した。しかし、2回戦でキャプテンのアイザーマンを第5戦に目の大怪我で欠き、続く第6戦でカルガリー・フレームスに敗れ去った。2004年のオフシーズンでは、チームはフリーエージェント市場での選手補強よりも、自己の戦力維持を目指した。Selke Trophyを受賞したクリス・ドレイパーとは4年契約を更新し、キャプテン、アイザーマンとは単年度の契約をした。また、ブレンダン・シャナハン、イジー・フィッシャー、ジェイソン・ウィリアムズ、マシュー・ダンデルノーらの選手とともに 余り芳しい成績を残してはいないデイブ・ルイスとも契約更新を行った。その一方で、ベテランフォワードの ブレット・ハルは、フェニックス・コヨーテズに移籍を決め、フォワードのボイド・デベロー らとともにチームを去った。
2005-06年、2006-07年ともにプレーオフでは思うように勝ちあがれなかったが、2007-08年は実に6年ぶりとなるスタンレーカップ・ファイナルに進み、4勝2敗でペンギンズを下し、チーム史上2度目となる2冠を達成した。ヘンリク・ゼッターバーグ がレギュラーシーズンでは自己最高となる43ゴール、プレーオフでは27得点をあげ、プレーオフMVPに選出された。
2008-09年、プレジデンツ・トロフィーはサンノゼ・シャークスに譲ったものの、再びスタンレーカップ・ファイナルに進出し、2年連続でペンギンスとの対戦となった。しかし、この年は3勝4敗で敗れた。ヴィリー・レイノ やジョナサン・エリクソン などの若手が成長した。
2016-17シーズン、33勝36敗13延長戦負けでレギュラーシーズンを負け越して地区7位となり、プレーオフの連続出場が途切れると、2023-24シーズンまで8年連続でプレーオフ進出を逃している。
2023-24シーズンは勝ち点91を挙げてワシントン・キャピタルズと並んだが、規定時間勝ちで5勝差を付けられてプレーオフに進出できなかった。